# Сирень персидская
Сире́нь перси́дская (лат. Syringa persica) — кустарниковое растение, вид рода Сирень (Syringa) семейства Маслиновые (Oleaceae). Выведена путём скрещивания сирени афганской (Syringa afghanica) с сиренью мелконадрезной (Syringa laciniata).

## Ботаническое описание
Сирень персидская представляет собой кустарник средней высотой от одного до двух метров с сильно растопыренными ветвями. Молодые ветви очень слабо опушенные. Более взрослые ветви серого или коричневого цвета, с чечевичками, поникшие, тонкие.
Листья бумажистые или кожистые, гладкие, цельные, длиной 2—4 см. Листочки не раздельные, ланцетной, широко-ланцетной или узко-овальной формы, до 1 см в ширину, сужающиеся к основанию, заострённые вверху, острые.
Соцветия многоцветковые, развиваются из верхних боковых почек, длиной 5—10 см и шириной 5—7,5 см, яйцевидной формы, разветвлённые, с тонкими осями. Боковые соцветия короче, чем ветви. Цветки бело-лилового или белого цвета, душистые. Чашечка длиной около 2 мм, с четырёх-зубчатая, при плодах глубоко разорванная на две части. Доли чашечки широко треугольные. Трубка венчика цилиндрической или слабо-воронковидной формы, длиной около 1 см, доли венчика широко-овальной или овально-ланцетной формы, островатые на верхушке.
Плод — четырёхгранная коробочка, с очень узкими крылышками в углах, длиной до 1 сантиметра и диаметром 0,3 сантиметра, тёмно-рыжая, в верхней части притуплённая или иногда острая. Цветение персидской сирени начинается в мае и продолжается вплоть по июнь месяц. Плодоносит в июле-августе.
Тип в Лондоне.

## Экология и распространение
Сирень персидская интродуцирована в 1640 году. Засухоустойчива, морозостойка. Используется в одиночных, групповых и сложных посадках, а также в живых изгородях.
В дикой природе не произрастает.

## Классификация
Вид Сирень персидская (Syringa persica) входит в род Сирень (Syringa) семейство Маслиновые (Oleaceae).
|  |                  |  |                     |                          |                        |  | ещё 45 порядков покрытосеменных (согласно Системе APG II) | ещё 45 порядков покрытосеменных (согласно Системе APG II) |                                            |  |  |  | ещё 24 рода        | ещё 24 рода           |  |  |
|  |                  |  |                     |                          |                        |  | ещё 45 порядков покрытосеменных (согласно Системе APG II) | ещё 45 порядков покрытосеменных (согласно Системе APG II) |                                            |  |  |  | ещё 24 рода        | ещё 24 рода           |  |  |
|  |                  |  |                     | отдел Цветковые растения |                        |  |                                                           |                                                           | семейство Маслиновые                       |  |  |  |                    | вид Сирень персидская |  |  |
|  |                  |  |                     | отдел Цветковые растения |                        |  |                                                           |                                                           | семейство Маслиновые                       |  |  |  |                    | вид Сирень персидская |  |  |
|  | царство Растения |  |                     |                          | порядок Ясноткоцветные |  |                                                           |                                                           | род Сирень                                 |  |  |  |                    |                       |  |  |
|  | царство Растения |  |                     |                          |                        |  |                                                           |                                                           |                                            |  |  |  |                    |                       |  |  |
|  |                  |  | ещё около 21 отдела | ещё около 21 отдела      |                        |  |                                                           | ещё 21 семейство (согласно Системе APG II)                | ещё 21 семейство (согласно Системе APG II) |  |  |  | ещё около 10 видов |                       |  |  |
|  |                  |  |                     | ещё около 21 отдела      |                        |  |                                                           |                                                           | ещё 21 семейство (согласно Системе APG II) |  |  |  |                    |                       |  |  |